# La Bénédiction des fils de Joseph par Jacob
La Bénédiction des fils de Joseph par Jacob, également nommée Jacob bénit ses petits-enfants, est une peinture à l'huile datée de 1656 de l'artiste néerlandais Rembrandt, dont on a dit qu'elle a presque « une surface sculpturale avec un vernis translucide sur la peinture ». Cette œuvre est conservée à la Gemäldegalerie Alte Meister du château Wilhelmshöhe à Kassel, en Allemagne, dont elle constitue l'œuvre majeure.
Le tableau est signé « Rembran.. f. 1656 », les lettres de Rembrandt sont illisibles.
La peinture est considérée comme une œuvre tardive importante de Rembrandt. L'écrivain né à Kassel Manfred Hausmann a salué la peinture comme un « miracle d'humanité silencieuse et de transcendance insondable ».

## Histoire
Le tableau a été commandé par le patricien d'Amsterdam Willem Schrijver (1608-1661). Il le montre avec sa femme Wendela de Graeff et leurs enfants figurant des personnages bibliques. Après la mort de Willem Schrijver en 1661, le frère de Wendela Andries de Graeff, bourgmestre d'Amsterdam, reprend son domaine, qui comprend le tableau de Rembrandt. Celui-ci appartient à la famille De Graeff jusqu'en 1752. Après la mort de Gerrit de Graeff, les héritiers le vendent par l'intermédiaire d'Anthony Rutgers, un marchand d'art de Hambourg, au landgrave Guillaume VIII de Hesse-Cassel, qui l'ajoute à sa collection d'art dans son château de  Cassel.
Après l'annexion de l'électorat de Hesse par la Prusse, le tableau devient la propriété de l'État de Prusse, et après la Seconde Guerre mondiale, la propriété de l'État de Hesse nouvellement fondé. Aujourd'hui, il est considéré comme l'objet d'art le plus précieux de la Hesse.
En 1977, le tableau a été endommagé à l'acide par un vandale, après quoi une importante restauration a suivi. Les radiographies mentionnées  ont également été prises au cours de ce processus. La restauration a rendu à l'œuvre ses couleurs d'origine, ce qui est l'une des raisons pour lesquelles elle est désormais considérée comme l'une des œuvres les mieux conservées de Rembrandt.

## Sujet
La Bénédiction des fils de Joseph par Jacob montre une scène du Livre de la Genèse, chapitre 48, dans l'Ancien Testament. Dans cette scène, Joseph amène ses deux fils (Manassé et Éphraïm) à son père mourant, Jacob, afin qu'ils reçoivent sa bénédiction. Jacob a adopté ses petits-fils qui sont ainsi devenus les ancêtres des Douze Tribus d'Israël. Selon la tradition, le fils aîné doit être béni de la main droite du patriarche. Cependant, Jacob, presque aveugle, croise délibérément les bras et pose sa main droite sur la tête d'Éphraïm (le fils cadet) et sa main gauche sur la tête de Manassé (le fils aîné). Lorsque Joseph proteste et tente de corriger son père, il s'avère que son acte est délibéré : Jacob refuse et dit à Joseph qu'il bénit délibérément le plus jeune fils. Jacob justifie cela par les mots suivants : « Celui-ci deviendra aussi un peuple et sera grand ; mais son frère cadet deviendra plus grand que lui. » En effet, Éphraïm produira plus tard une plus grande tribu que son frère. Les premières interprétations chrétiennes voient également Ephraïm comme l'ancêtre du christianisme, où Manassé est lié au judaïsme. Le cadet Éphraïm, représentant le paganisme, est favorisé par Jacob parce que le paganisme a accepté l'Apocalypse. Le judaïsme a reçu la révélation en premier, mais l'a rejetée.
Rembrandt semble être d'accord avec ce point de vue dans son rendu, en partie attesté par les cheveux blonds d'Ephraïm contrairement aux cheveux noirs de Manassée et le croisement implicite des mains de Jacob. Pour Rembrandt lui-même, la bénédiction est le thème principal, décrivant la transmission d'un choix transcendantal aux générations futures.
Selon le chapitre 41 du livre de la Genèse, Asnath, fille d'un prêtre égyptien, a été donnée à Joseph par le pharaon lui-même. Asnath est ajoutée au tableau afin qu'il montre le patricien d'Amsterdam Willem Schrijver avec sa femme Wendela de Graeff et leurs enfants comme des personnages bibliques.

## Description et analyse
Jacob est assis calé dans son lit devant son fils Joseph. Il pose sa main droite sur la tête du garçon blond, Ephraim. Apparemment, Joseph essaie de soutenir soigneusement la main de son père Jacob par le dessous afin de la diriger vers la couronne de cheveux noirs de Manassé qui se tient plus près et doit recevoir la bénédiction de la main droite. La femme de Joseph, Asnath, se tient à côté de Joseph, plongée dans ses pensées.

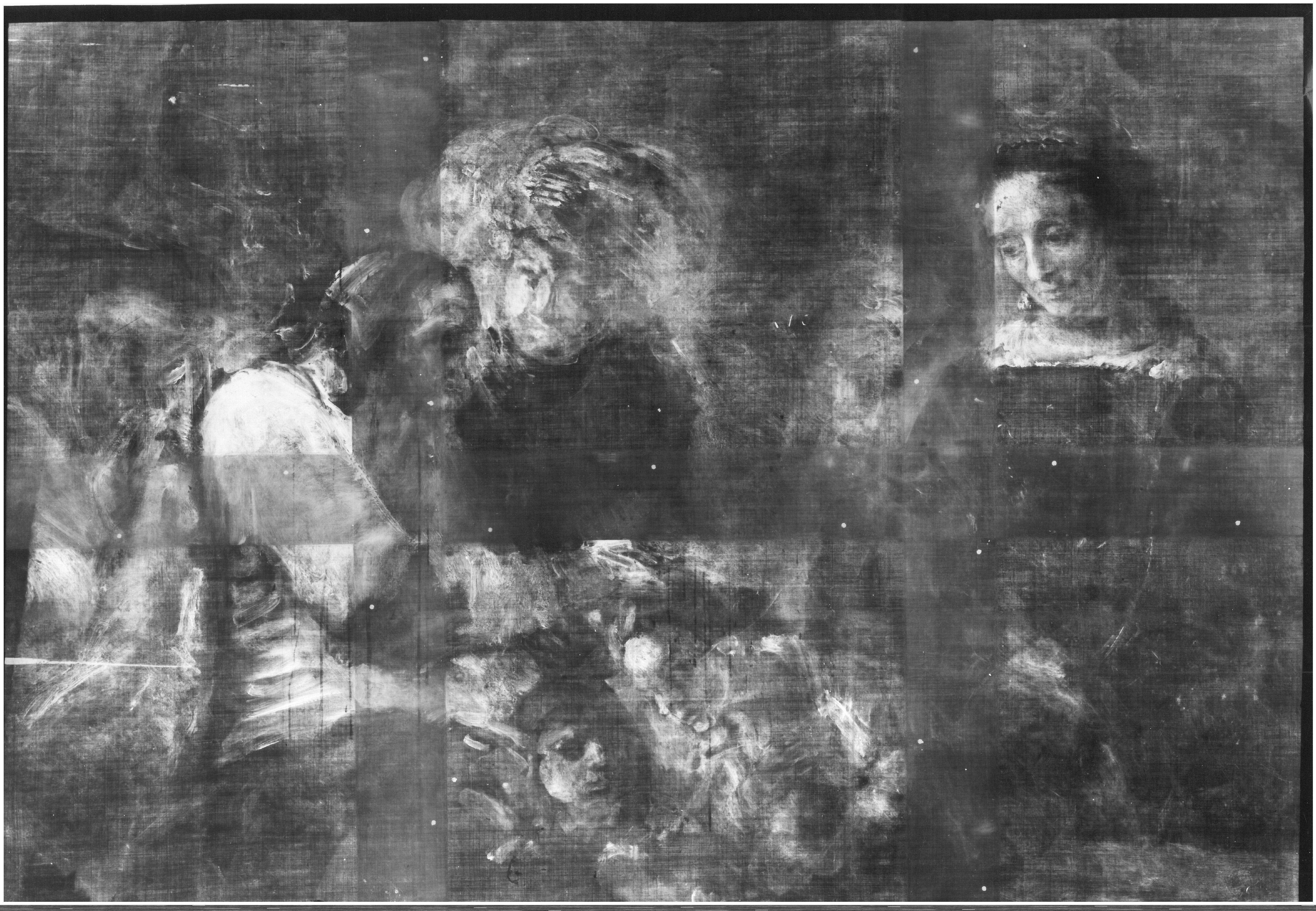
Radiographie du tableau. Rembrandt place initialement Joseph directement derrière ses enfants et les regarde également. Au final, l'artiste le place plus affectueusement à côté de son père. Asnath semble ajouté plus tard.

La Bénédiction des fils de Joseph par Jacob illustre à quel point Rembrandt a adapté des scènes bibliques à sa propre volonté et leur a donné sa propre interprétation. Il dépeint la scène comme un drame familial d'une grande intensité. Bien que (selon une radiographie) il semble encore avoir des doutes au début, il choisit de ne pas représenter le moment ultime du conflit, mais le moment de la réconciliation et de l'acceptation, immédiatement après. Ce faisant, il met l'accent sur l'affection et l'harmonie familiales, ainsi que sur la connexion et la progression des générations. Le châle en laine de chèvre que porte Jacob fait également le lien avec sa propre bénédiction par son père Isaac, qu'il a trompé en se couvrant les bras de peaux de chèvre.
Jacob est en train de mourir et très affaibli, mais il rayonne encore clairement de volonté : son action est délibérée. Le visage de Joseph montre peu de signes de protestation, mais est plutôt aimant et compréhensif. Sa main gauche semble soutenir celle de son père plutôt que de la repousser. Manassé, lui aussi caressé doucement par Jacob, regarde avec surprise, mais sans envie, son frère un peu pédant qui croise les bras.
La femme de Jacob, l'Égyptienne Asnath, n'est pas du tout mentionnée dans le récit biblique. Elle semble regarder l'événement avec un consentement indulgent. Le fait que Rembrandt la représente également peut être lié à l'évolution des relations dans les familles hollandaises du XVIIe siècle, où la femme se tenait à côté de son mari et était considérée comme un membre égal de la famille. Elle ne doit donc pas manquer à un événement aussi important qu'une bénédiction.
L'interprétation du thème est vraisemblablement également liée à la situation familiale du commanditaire de l'œuvre, Willem Schrijver, qui  était marié à la riche veuve Wendela de Graeff qui avait également des enfants d'un précédent mariage. Après sa mort en 1652, des désaccords surgissent entre Schrijver et ces enfants au sujet de l'héritage : lorsque Willem Schrijver meurt en 1661, le frère de Wendela, Andries de Graeff, prend en charge la défense des enfants de Schrijver, mais en appel, la majeure partie de la fortune va finalement aux Van Papenbroecks. Compte tenu de ces données, il semble plausible qu'Éphraïm représente les enfants de Schrijver et Manassé les enfants de Wendela issus de son précédent mariage. Schrijver lui-même est figuré en Joseph, Asnath est une représentation posthume de Wendela et le vieux Jacob est le père de Schrijver, Scriverius, un éminent politicien et philologue de l'époque. Au moment où ce tableau est réalisé, Scriverius est en effet vieux et aveugle. La morale est sans équivoque : père et femme s'accordent à dire que le dernier venu est préféré au premier venu (en l'occurrence l'héritage contesté du premier mariage).

## Style
Rembrandt est célèbre pour son utilisation de la lumière et de l'ombre, le clair-obscur. La Bénédiction des fils de Joseph par Jacob ne fait pas exception : le peintre attire l'attention sur les personnages principaux de Jacob, Joseph, Éphraïm, Manassé et Asenath, l'arrière-plan est obscurci. Il semble y avoir un halo entourant Éphraïm alors qu'il est béni. La lumière tombe sur les épaules du vieux Jacob et sur les parties de l'œuvre que Rembrandt veut le plus souligner : la main bénissant du patriarche mourant et les expressions faciales des protagonistes. Le fond est indéterminé et sans fonction. Le baldaquin est ouvert pour que le spectateur puisse bien voir la scène.
Rembrandt a appliqué la peinture au premier plan en couche épaisse et l'a travaillée avec des couteaux à palette, le dos de ses pinceaux et probablement aussi ses doigts. L'élaboration de la section centrale montre de larges coups de pinceau, avec un raffinement saisissant dans des détails importants, comme le turban de Joseph et le hennin d'Asenath, qui doit apparemment passer pour égyptien. 
Les couleurs proéminentes utilisées par Rembrandt sont également remarquables : les jaunes, les bruns et les rouges donnent au tableau une ambiance « à la fois intime et sacrée, tendre et solennelle »,caractéristiques des œuvres de l'artsite, avec lesquelles il pensait pouvoir capturer de la manière la plus frappante l'intimité et la solennité de la scène.

## Restauration
Après l'attaque à l'acide par Hans-Joachim Bohlmann en 1977, La Bénédiction des fils de Joseph par Jacob a été restaurée et examinée. Les rayons X ont révélé l'absence totale d'Asnath, qui a été ajoutée plus tard. À sa place, Joseph était représenté au pied du lit. Au cours de sa réalisation, la tête de Joseph s'est rapprochée de plus en plus de la tête de Jacob en deux étapes. La relation entre Jacob et Joseph est devenue de plus en plus étroite dans les différentes versions. Le tableau a été restauré dans sa couleur d'origine.